# Katsuhiko Ishibashi

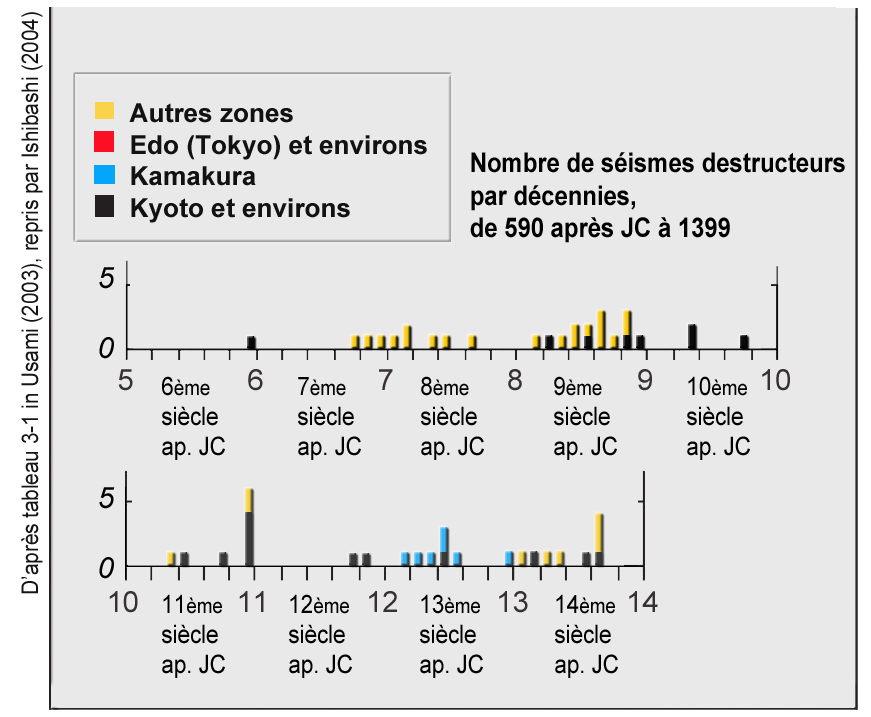
Nombre de tremblements de terre destructeurs par décennies, dans plusieurs parties du Japon du VIe siècle (année 590) à 1399, sur la base d'un tableau fait par Usami (2003), repris par Ishibashi. Étant donné l'ancienneté des sources utilisées, il est probable qu'une légère sousestimation des tremblements de terre éloignés des grandes villes entache ce graphique

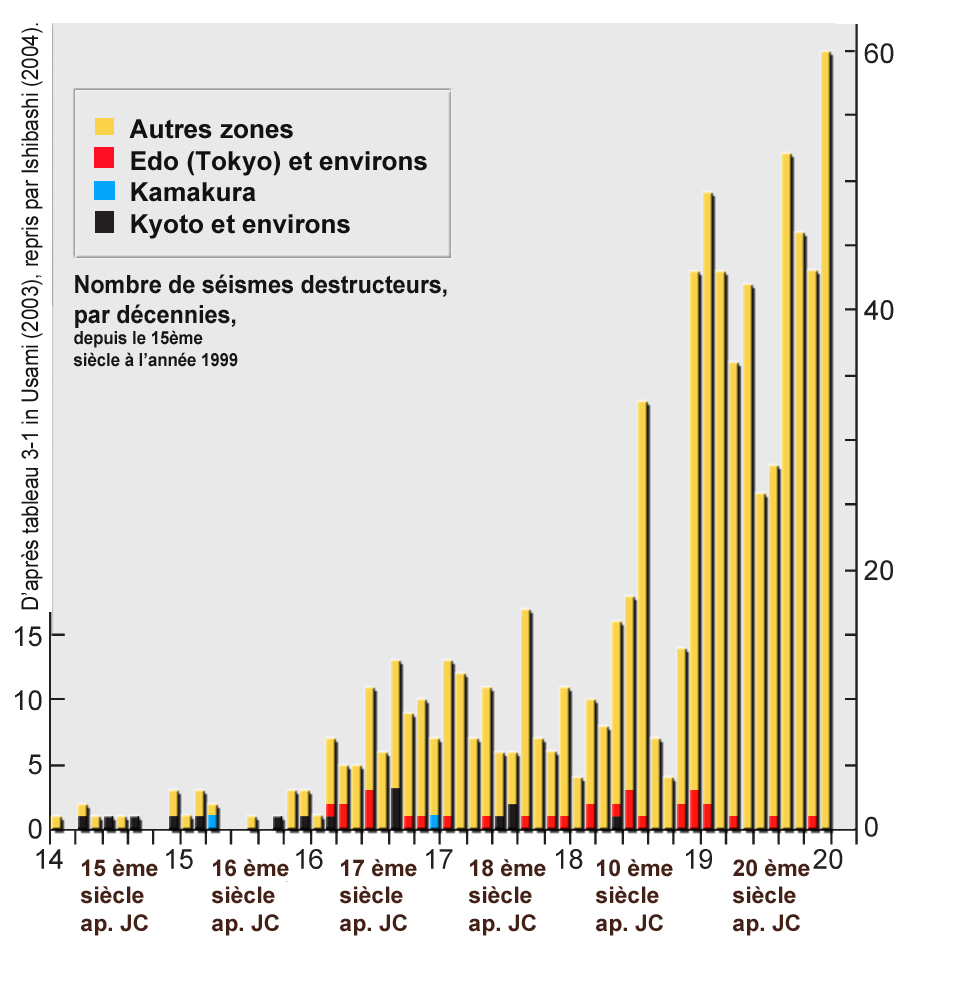
Nombre de tremblements de terre destructeurs par décennies, dans plusieurs parties du Japon du XVe siècle (année 1400) à 1999, sur la base d'un tableau fait par Usami (2003) et repris par Ishibashi. L'augmentation du nombre de tremblements de terre destructeurs a fait dire et écrire (en 1994) à Ishibashi que la Japon vit une « Ère de convulsion souterraine »

Pour les articles homonymes, voir Ishibashi.
Katsuhiko Ishibashi (石橋 克彦, Ishibashi Katsuhiko), né le 1er août 1944 est une personnalité japonais du domaine des sciences de la Terre. Ayant bénéficié d'une formation de géologue et sismologue au Japon puis aux États-Unis, il a vécu et travaillé sur des zones sismiques actives, dont à Kobé et au Japon qui, selon Ishibashi, vit une « Ère de convulsion souterraine ». Il a consacré sa vie professionnelle et une grande partie de son temps à l'étude des séismes, et notamment aux systèmes de failles aveugles (cachées de la surface) ainsi qu'à la ligne tectonique médiane du Japon (Median Tectonic Line), et quand il était thésard, en Amérique du Nord, à la région sismiquement sensible de San Francisco qui évoque des systèmes géologiques également trouvés au Japon.

## Biographie
Né dans la préfecture de Kanagawa, au Japon, Katsuhiko Ishibashi a fait ses études au Japon. Il y a été diplômé en géophysique (Ph.D) par l'Université de Tokyo, et a terminé ses études universitaires aux États-Unis où il a étudié le risque et les systèmes sismiques et de tremblements de terre, ainsi que leurs origines dans l'Est des États-Unis.
Il est maintenant enseignant (professeur) et travaille au Centre de recherche pour la sécurité urbaine de l'université de Kobe, au département Earth and Planetary Sciences (« sciences de la terre et des planètes ») à la faculté des sciences.
C'est un expert du domaine de la sismologie et de la sismotectonique, de la modélisation du sous-sol et de la prévision des séismes. Il enseigne actuellement la gestion du risque et de la sécurité civile en zone urbanisée à l'université de Kobé.
Il a fait parler de lui dans les médias japonais en 2007 en tant que « lanceur d'alerte » pour avoir jugé que la démarche d'évaluation conduite par le gouvernement pour estimer les risques subis par les centrales nucléaires face aux risques de tremblement de terre n'était ni suffisante ni scientifique,. 
Il a à nouveau été l'objet de l'attention de différents médias, y compris hors du Japon, à la suite de ses travaux sur la prévision du tremblement de terre de Tokai, et récemment (en mars 2011) à la suite du séisme et tsunami associé au tremblement de terre de 2011 qui ont en quelques heures mis en péril plusieurs réacteurs nucléaires japonais en mars 2011.
En 2007, Ishibashi avait insisté sur le fait qu'un tel accident était prévisible, et que de nombreuses centrales nucléaires présentaient une « vulnérabilité fondamentale » intrinsèque face au risque de tremblement de terre et de tsunami.
Selon lui, le Japon a commencé à baser et construire son système sur l'énergie atomique dans les années 1960-1970 alors que l'activité sismique était à un niveau relativement faible. Ceci a affecté les dessins des centrales nucléaires, qui n'ont pas été construites selon des normes assez exigeantes, car depuis, le Japon a connu des séismes plus grave et des tensions se sont accumulées sur les plaques tectoniques (depuis le séisme de Kobe en 1995), aboutissant au tremblement de terre dévastateur de mars 2011 (le pire au Japon depuis plus d'un siècle, mais qui n'était pas inattendu).
« Non seulement les nouvelles lignes directrices de conception des centrales sont défectueuses, mais le système pour les appliquer est en ruines » a écrit le professeur Katsuhiko après sa démission, estimant que c'était juste une question de chance si l'épicentre du tremblement de terre avait été assez loin des réacteurs les plus touchés.

## Recherches
Avec Atsumasa Okada, dès 1998, il a dressé la cartographie géomorphologique et des failles de tranchées de la ligne tectonique médiane du Japon.
Sa thèse de doctorat, soutenue en 1996, portait sur l'analyse comparée des structures géologiques actives dans des zones densément peuplées du Japon et de la Californie du Sud, étudiées à partir d'une base de données et d'observations géologiques, géophysiques et paléoséismologiques. 
Elle abordait notamment le rôle tectonique et la paléoséismologie de la ligne tectonique médiane, au Japon (avec identification de 12 segments géométriques le long de cette ligne, séparés par des discontinuités (cassures, coudes géomorphologiques, changements de forme du trait de côte, ou lacunes géologiques en surface. À partir d'indices paléosismiques, sur quatre sites différents sur la ligne tectonique médiane dans l'île de Shikoku, il a étudié d'une part l'intervalle de récurrence de tremblement de terre provoquant des ruptures en surface, et d'autre part les surface de compensation, qu'il a estimé être respectivement de 1 000 à 3 000 ans et de cinq à huit mètres.
Il a aussi observé une partie plus récente des ruptures de zones faillées (du XVIe siècle à nos jours), pouvant être corrélée au tremblement de terre de 1596 dit de Keicho-Kinki. 
Pour permettre de comparer ces évènements à d'autres, il a aussi étudié la tectonique active de la fin du Cénozoïque dans le système sismo-géologique du nord de la faille de Los Angeles (Californie). Pour cela il a cartographié les systèmes géologiques de subsurface des régions de Los Angeles et Santa Monica, à partir d'une grande quantité de données fournies par les carottages et données provenant de la recherche de pétrole. Il a conclu que le système caractérisant la zone nord de la faille de Los Angeles s'est développé à la suite d'un régime d'extension du début à la fin du Miocène suivi d'une régime de contraction au Plio-Pléistocène.
Dans ce secteur, il s'est notamment intéressé à la zone dite « Pacific Palisades » (actuelle banlieue de Los Angeles, délimité par Brentwood à l'est, Malibu à l'ouest, l'océan Pacifique au sud-ouest, Santa Monica au sud-est, et les monts Santa Monica au nord, banlieue où vivent au début des années 2000 environ 27 000 personnes. Il y a fait le constat que le soulèvement d'un sous-étage marqué par un isotope de l'oxygène de la 5e terrasse marine et un pendage estimée supérieure à 45° suggèrent un taux de dip-slip dépassant 1,5 mm/an pour la faille aveugle des montagnes de Santa Monica, taux considérablement inférieur à une précédent estimation.
Il a enfin étudié le contexte géologique de San Fernando lors du séisme de Northridge de 1971 et du séisme de Northridge de 1994, deux des séismes les plus dévastateurs du sud de la Californie pour la période historique (très récente à l'échelle géologique). Il a à cette occasion dressé une carte géologique du système de subsurface du nord de la vallée de San Fernando, concerné par deux failles sismiquement actives et reposant sur une série de failles à pendage nord et à « chevauchement aveugle » à environ 5 km de profondeur. 
Après sa thèse, ses travaux de recherche ont surtout porté sur les liens entre tremblements de terre et limites et déplacements des plaques tectoniques dans l'archipel japonais et dans la fosse marine qui le longe. Il s'est aussi fait connaître pour ses travaux prospectifs (travail de « prédiction » d'après les modèles et données disponibles) sur le « tremblement de terre de Tokai » ou d'autres . Il a par exemple alerté sur la possibilité d'un tremblement de terre majeur près d'Odawara .
Ishibashi a été, en tant qu'expert, membre d'un comité créé par le gouvernement japonais en 2006 pour réviser les lignes directrices nationales sur la résistance des centrales nucléaires aux séismes (document publié en 2007). 
Sa proposition demandant que le comité puisse réexaminer les normes concernant l'évaluation et l'arpentage des failles actives a été rejetée, ce pourquoi il a démissionné du comité lors de sa dernière réunion, en faisant valoir que le processus d'examen a été truqué et était «non scientifique»,.

## Paléoséismologie et prospective sismique
Comprendre le passé sismique du Japon (ou des États-Unis) pour mieux prévoir l'avenir a été et est encore une des lignes directrices du travail d'Ishibashi, qu'il a maintenu durant toute sa carrière. 
Pour ce faire, il a bénéficié au Japon de nombreux travaux et archives sur l'histoire des tremblements de terre. De nombreux mythes et légendes font référence à des déluges ou vagues destructrices, mais plus difficiles à exploiter par les historiens.
La Société sismologique du Japon a été créée le 26 avril 1880 (année du tremblement de terre de Yokohama du 22 février 1880, dont l'intensité a été estimée de 5,5 à 6,0). Peu après, de premières études scientifiques rendaient compte de l'histoire sismique du Japon, avec notamment des détails sur les caractéristiques des séismes les plus destructeurs publiées par I. Hattori en 1878, Naumann (1878) et Milne (1881) ou Usami en 1979, 1988, 2002. 
De son côte un fonctionnaire du gouvernement travaillant dans le secteur minier (Ogashima Hatasu, mort à 35 ans) compilait soigneusement des documents anciens pour dresser une chronologie complète de treize types de catastrophes naturelles au Japon depuis des temps immémoriaux (et ici antérieurs à 1885) dont séismes et éruptions. Son travail a été publié à titre posthume. Les archives japonaises anciennes écrites faisant référence aux tsunamis et tremblements de terre sont probablement les plus complètes et parmi les plus anciennes au monde. Ishibashi souhaite les faire plus largement partager aux sismologues du monde entier. 
La littérature japonaise ancienne, en tant que trésor culturel national, a de plus commencé à être systématiquement scientifiquement compilée au XIXe siècle (transcrites en 25 volumes imprimés). Les sources écrites proviennent des écrits anciens qui ont au Japon été (de 1963 à 1976) indexés dans un catalogue général des écrits nationaux du Japon (Kokusho sô mokuroku, catalogue en neuf volumes de tous les écrits anciens japonais). Ce catalogue regroupe des informations sur plus d'un demi million d'écrits ou ouvrages des plus anciens à 1867.
Ces volumes contiennent de nombreuses références d'archives d'intérêt sismologique concernant environ quatre cents tremblements de terre destructeurs (de l'an 599 à 1872). Grâce à cette littérature et aux données archéologiques ou géologiques disponibles, les coordonnées de l'épicentre et la magnitude de ces évènements sismiques ont été rétrospectivement estimées pour environ 50 % de ces quatre cents grands séismes et de nombreux détails sur les impacts de ces tremblements de terre ont été résumés dans des catalogues. 
De même pour les tsunamis pour lesquels l'histoire littéraire apporte de précieux indices et renseignements pour le sismologue,,,,,,,,,,. 
L'« archéosismologique » complète et précise cette histoire, via l'étude des sols, des ruines, des « turbidites » ou des redépositions « fossiles » de couches plus ou moins épaisses de végétaux, débris et matériaux arrachées et transportés par les tsunamis. 
Ces données historiques ont permis à Ishibashi et certains de ses collègues de produire des modélisations spatiotemporelles affinées des systèmes et risques de tremblements de terre tels que ceux de Tokai et Nankai. 
Néanmoins, Ishibashi et les sismologues savent que ces collections des sources historiques peuvent contenir des erreurs (comme le calendrier et la notation des heures de la journée a varié au cours de l'histoire du Japon. Ishibashi a ainsi montré que, contrairement à ce que laissent penser certaines archives, il n'y avait probablement pas eu de grand tremblement de terre le 17 mars 1233 à Nankai ). D'autres données sont imprécises et donc susceptibles d'affecter la qualité de la prévision sismique. Il est par ailleurs difficile d'utiliser pleinement ces données en raison de leur volume considérable. Il convient donc de vérifier et mettre à jour ces catalogues.
Au vu du nombre croisant de séismes qui touchent le Japon depuis la fin du XVIe siècle, au début des années 2000, Ishibashi plaide vivement pour des analyses plus systématiques d'estimation rétrospective de l'intensité sismique, des épicentres, des profondeurs focales (et d'autres grandeurs) pour les évènements sismiques passés. Il estime ce travail nécessaire pour une meilleure sécurité des installations urbaines, industrielles et nucléaires au Japon. Il recommande alors comme « tache urgente » un travail collaboratif avec les historiens visant compléter et valider les catalogues de séismes historiques (encore incomplets au Japon et dans de nombreux pays) pour en faire une base de données fiable intégrant tous les documents historiques disponibles, afin d'offrir aux chercheurs un accès large, facile et complet aux dossiers des tremblements de terre. Il recommandait aussi une révision des catalogues de tremblement de terre et la construction d'une base de données d'intensité sismique selon des normes internationales afin que les sismologues du monde entier puissent échanger sur des bases et échelles comparables et compatibles (avec notamment une interopérabilité des bases de données informatiques, historiques et cartographiques).

## Estimation par de la vulnérabilité des centrales nucléaires face aux séismes
Pour Ishibashi, l'histoire des accidents nucléaires au Japon résulte d'une confiance excessive dans l'ingénierie et la conception des centrales nucléaires face au risque sismique. Il estimait en 2006 que les directives japonaises édictées pour protéger les 55 réacteurs contre le risque sismique encore entachées de « graves lacunes ».
Pour décrire le type de crise qui peut résulter de la conjonction des effets d'un séisme grave et d'un accident nucléaire dans un même lieu et dans un même temps, il a en 2007 inventé le concept et l'expression Genpatsu-shinsai, néologisme associant deux mots japonais, le premier désignant « l'énergie nucléaire » et le second un « fort tremblement de terre »,. Il estimait ce risque particulièrement élevé au Japon qui est à la fois une zone sismique à risque, car le pays est situé dans la ceinture de feu du Pacifique, et parce qu'il est le troisième plus grand utilisateur d'énergie nucléaire au monde (avec 53 réacteurs fournissant 34,5 % de son électricité, et début 2011 des plans pour accroître l'offre à 50 % en 2030) .
Ishibashi a mis en lumière les vulnérabilités des centrales nucléaires lors de trois « incidents » survenus dans trois centrales japonaises entre 2005 et 2007 dans les centrales d'Onagawa, de Shika et de Kashiwazaki-Kariwa, toutes frappées par des séismes dont l'épicentre relativement proche avait déclenché des tremblements de terre plus intenses que les seuils maxima prévus pour les réacteurs nucléaires lors de leur construction.
Dans le cas de l'incident du réacteur de Kashiwazaki (nord-ouest du Japon), un tremblement de terre de magnitude 6,8 survenu le 16 juillet 2007, a produit un incendie qui a duré deux heures et des fuites d'eau radioactive. Les mouvements au sol ont été 993 gal (unité de mesure des mouvements de terrain), bien supérieur à la valeur théorique de 450 gal retenue pour la sécurité des réacteurs. Aucune mesure ne semble avoir été prise à la suite de cet incident, malgré l'avertissement d'Ishibashi, qui, à l'époque, affirmait que les réacteurs japonais présentaient des «défauts fatals» ; inhérents à leur conception.

## Publications
- 1976 : (ja)  Re-examination of a great earthquake expected in the Tokai district: possibility of the «Suruga Bay earthquake», Abstracts, Seismol. Soc. Jpn., 1976 (2), 30-34.
- 1978 : (ja) Notes on some destructive earthquakes in the Kanto district that preceded the 1703 great Genroku-Kanto earthquake, 1. The severe earthquake of 1648 June 12, J. Seismol. Soc. Jpn., Ser. 2, 31, 342-345.
- 1981 : Specification of a soon-to-occur seismic faulting in the Tokai district, central Japan, based upon seismotectonics, in Earthquake Prediction - An International Review, edited by D.W. SIMPSON and P.G. RICHARDS, (Am. Geophys. Un., Washington DC), Maurice Ewing Ser. 4, p. 297-332.
- (ja) Earthquake research Institute of the university of Tokyo (Éditeur) (1981-1994): Historical Documents on Earthquakes in Japan, vols. 1-5 (suppl. 2), New Collection.
- 1983 : (ja) Tectonic significance of the 1605 (Keicho 9th) Tokai-Nankai tsunami earthquake, Programme and Abstracts, Seismol. Soc. Jpn., 1983 (1), p. 96.
- 1983 : (ja)  Unreality of the 1433 Aizu earthquake (M 6.7) in Northeast Japan, J. Seismol. Soc. Jpn., Ser. 2, 36, 169-176 (résumé en anglais).
- 1985 : Possibility of a large earthquake near Odawara, Central Japan, preceding the Tokai earthquake, Earthquake Predict. Res., 3, 319-344.
- 1987 : (ja) A review of the current historical seismology in Japan from the viewpoint of earthquake prediction research, in Proceedings of Earthquake Prediction Research Symposium (National Committee for Seismology in Science Council of Japan, and Seismological Society of Japan), 129-142 (résumé en anglais).
- 1989 : (ja) Possible activity of the Median Tectonic Line during the 1596 Keicho Kinki earthquake and its effect on the 1605 tsunami earthquake along the Nankai trough, Programme and Abstracts, Seismol. Soc. Jpn., 1989 (1), p. 62.
- 1994 : (ja) An Era of Underground Convulsions (Iwanami Shoten, Tokyo), p. 234.
- 1995 : (ja) Re-examination of destructive earthquakes originated beneath the Tokyo metropolitan area, Japan, during the Edo era (1603-1867), 1. The 1646 December 7 earthquake was not destructive in Edo, J. Seismol. Soc. Jpn., Ser. 2, 48, 113-115.
- 1995 : (ja) Problems in the study of old earthquakes, in Exploring Old Earthquakes, edited by Y. OTA and K. SHIMAZAKI (Kokon Shoin, Tokyo), 193-207.
- 1997 : (ja) Re-examination of destructive earthquakes originated beneath the Tokyo metropolitan area, Japan, during the Edo era (1603-1867), 2. The 1670 Kanbun Sagami earthquake is imaginary, J. Seismol. Soc. Jpn., Ser. 2, 50, 345-347.
- 1998 : (ja) Was the earthquake of July 9, 1498 in southwest Japan really the great Nankai earthquake?, Abstracts of the 1998 Japan Earth and Planetary Science Joint Meeting, p. 313.
- 1998 : (ja) Inferred Tokai earthquake paired with the 1361 Shohei Nankai earthquake, in Programme and Abstracts, Seismol. Soc. Jpn., 1998 Fall Meeting, p. 125.
- 1998 : (ja) No great Nankai earthquake occurred on March 17, 1233, J. Seismol. Soc. Jpn., Ser. 2, 51, 335-338.
- 1999 : The 1819 disastrous Bunsei Ohmi earthquake that occurred within the Philippine Sea slab beneath central Japan, in Abstracts of the 1999 Japan (Résumé anglophone)
- 2000 : Specification of a soon to occur seismic faulting in the tokai district, central japan, based upon seismotectonics. in Earthquake prediction : an international review, Institut international de sismologie et ingénierie des tremblements de terre (International Institute of seismolgogy and earthquake engineering) à Tsukuba, American geophysical union.
- 2004 : Status of historical seismology in Japan (30 pages) ; Earthquake catalogue 47 (2-3); Collections: 04.06.05. Historical seismology ; Annals of Geophysics ; VOL. 47, N. 2/3, April/June 2004